# Synidotea erosa
Synidotea erosa är en kräftdjursart som beskrevs av Benedict 1897. Synidotea erosa ingår i släktet Synidotea och familjen tånglöss. Inga underarter finns listade i Catalogue of Life.